# Phankham Viphavanh
Phankham Viphavanh (en lao : ພັນຄຳ ວິພາວັນ), né en 1951 dans la région de Houaphan, est un homme politique laotien. Il est vice-président de la République de 2016 à 2021 et Premier ministre du 22 mars 2021 au 30 décembre 2022.

## Biographie
Il étudie en Union soviétique où il obtient un doctorat.
Il est le ministre de l'Éducation et des Sports du Laos de 2010 à 2016, et conjointement vice-Premier ministre de 2014 à 2016. Il occupe la fonction de vice-président du pays entre 2016 et 2021, avant d'être nommé Premier ministre par le président Thongloun Sisoulith le 22 mars,. Il démissionne de son poste et est remplacé par Sonexay Siphandone le 30 décembre 2022.